# Nanteuil-lès-Meaux
Nanteuil-lès-Meaux település Franciaországban, Seine-et-Marne megyében. Lakosainak száma 7054 fő (2022. január 1.). Nanteuil-lès-Meaux Boutigny, Fublaines, Mareuil-lès-Meaux és Meaux községekkel határos.

## Népesség
A település népességének változása:
| Lakosok száma | 5890 | 5871 | 6098 | 6160 | 6218 | 6225 | 6549 | 6800 | 7054 |
|               | 2013 | 2015 | 2016 | 2017 | 2018 | 2019 | 2020 | 2021 | 2022 |